# Campeonato Esloveno de Futebol de 2003-04
O Campeonato Esloveno de Futebol de 2003-04, oficialmente em Língua eslovena e por questões de patrocínio "Si.Mobil Vodafone Liga 03/04", (organizado pela Associação de Futebol da Eslovênia) foi a 13º edição do campeonato do futebol de Eslovênia. Os clubes jogavam em turno e returno na primeira fase. Os seis primeiros iriam para o grupo dos campeões e os seis últimos para o grupo do descenso, onde jogavam em turno e returno. O campeão se classificava para a Liga dos Campeões da UEFA de 2004–05 e o vice e o terceiro se classificavam para a Copa da UEFA de 2004–05. Os dois últimos do grupo do descenso eram rebaixados para o Campeonato Esloveno de Futebol de 2004-05 - Segunda Divisão.

## Participantes
| Equipe          | Cidade          | Região            | No ano anterior                                                         | Estádio                         | Capacidade | Títulos                                                              | Participações |
| --------------- | --------------- | ----------------- | ----------------------------------------------------------------------- | ------------------------------- | ---------- | -------------------------------------------------------------------- | ------------- |
| Celje           | Celje           | Savinjska         | Vice Campeão                                                            | Estádio Skalna Klet             | 2.500      | 0 (não possui)                                                       | 13            |
| Gorica          | Nova Gorica     | Goriška           | Oitavo Lugar                                                            | Parque Desportivo Gorica        | 3.066      | 1 (1995-96)                                                          | 13            |
| Mura            | Murska Sobota   | Pomurska          | Nono Lugar                                                              | Estádio Municipal Fazanerija    | 3.782      | 0 (não possui)                                                       | 13            |
| Olimpija        | Liubliana       | Eslovénia Central | Terceiro Lugar                                                          | Estádio Bežigrad                | 8.200      | 4 (1991-92, 1992-93,1993-94 , 1994-95)                               | 13            |
| Maribor         | Maribor         | Podravska         | Campeão                                                                 | Estádio Ljudski vrt             | 12.435     | 7 (1996-97, 1997-98, 1998-99, 1999-2000, 2000-01, 2001-02, 2002-03)) | 12            |
| Primorje        | Ajdovščina      | Goriška           | Sexto Lugar                                                             | Estádio Municipal de Ajdovščina | 1.630      | 0 (não possui)                                                       | 12            |
| Koper           | Koper           | Litoral-Kras      | Quinto Lugar                                                            | Estádio Bonifika                | 4.047      | 0 (não possui)                                                       | 10            |
| Šmartno ob Paki | Šmartno ob Paki | Savinjska         | Quarto Lugar                                                            | Estádio Šmartno                 | 717        | 0 (não possui)                                                       | 3             |
| Dravograd       | Dravograd       | Koroška           | Sétimo Lugar                                                            | Centro Desportivo Dravograd     | 1.918      | 0 (não possui)                                                       | 4             |
| Ljubljana       | Liubliana       | Eslovénia Central | Décimo Lugar                                                            | Parque Desportivo Ljubljana     | 2.300      | 0 (não possui)                                                       | 6             |
| Domžale         | Domžale         | Eslovénia Central | Acesso pelo Campeonato Esloveno de Futebol de 2002-03 - Segunda Divisão | Parque Desportivo Domžale       | 3.212      | 0 (não possui)                                                       | 5             |
| Drava           | Ptuj            | Podravska         | Acesso pelo Campeonato Esloveno de Futebol de 2002-03 - Segunda Divisão | Estádio Municipal de Ptuj       | 1.592      | 0 (não possui)                                                       | 1             |

## Campeão
| Campeão Esloveno 2002-03                 |
| ---------------------------------------- |
| Gorica (Nova Gorica) (2º título) Campeão |